# Kup kralja Aleksandra 1925.
Kup kralja Aleksandra 1925. bilo je drugo po redu nogometno kup natjecanje podsaveznih reprezentacija Jugoslavenskog nogometnog saveza. Kup je započeo utakmicama 1. kruga 16. kolovoza 1925. godine, a završio završnom utakmicom 30. kolovoza 1925. godine u Zagrebu na Igralištu HAŠK-a.

## Sudionici natjecanja
- Reprezentacija Zagrebačkog nogometnog podsaveza (kraće: Zagreb)
- Reprezentacija Splitskog nogometnog podsaveza (Split)
- Reprezentacija Beogradskog loptačkog podsaveza (Beograd)
- Reprezentacija Ljubljanskog nogometnog podsaveza (Ljubljana)
- Reprezentacija Subotičkog loptačkog podsaveza (Subotica)
- Reprezentacija Sarajevskog nogometnog podsaveza (Sarajevo)
- Reprezentacija Osječkog nogometnog podsaveza (Osijek)

## Rezultati
| Datum                                         | Mjesto    | Momčadi            | Rezultat |
| --------------------------------------------- | --------- | ------------------ | -------- |
| 1. krug (četvrtzavršnica)                     |           |                    |          |
| 16. kolovoza 1925.                            | Split     | Split – Sarajevo   | 1:0      |
| 16. kolovoza 1925.                            | Osijek    | Osijek – Beograd   | 1:3      |
| 16. kolovoza 1925.                            | Ljubljana | Ljubljana – Zagreb | 1:3      |
| Subotica se plasirala izravno u poluzavršnicu |           |                    |          |
| Poluzavršnica                                 |           |                    |          |
| 23. kolovoza 1925.                            | Beograd   | Beograd – Zagreb   | 1:2      |
| 23. kolovoza 1925.                            | Split     | Split – Subotica   | 2:0      |
| Završnica                                     |           |                    |          |
| 30. kolovoza 1925.                            | Zagreb    | Zagreb – Split     | 3:1      |

## Zanimljivo
Reprezentacija Splitskog nogometnog podsaveza bila je sastavljena samo od igrača Hajduka.

## Prvaci
- Reprezentacija Zagrebačkog nogometnog podsaveza: Nikola Babić (3 utakmice), Milivoj Benković (1), Josip Buble (3), Eugen Dasović (3), Nikola Grdenić (1), Rudolf Hitrec (3), Maksimilijan Mihelčič (3), Ante Mlinarić (1), Rikard Pavelić (1), Antun Pavleković (1), Emil Perška (2), Eugen Plazzeriano (2), Danijel Premerl (3), Gustav Remec (3), Stjepan Vrbančić (3)